# Beilschmiedia variabilis
Beilschmiedia variabilis är en lagerväxtart som beskrevs av Robyns & Wilczek. Beilschmiedia variabilis ingår i släktet Beilschmiedia och familjen lagerväxter. Inga underarter finns listade i Catalogue of Life.